# راسيل كوهن
راسيل كوهن (بالإنجليزية: Russ Cohen)‏ هو لاعب كرة قدم أمريكية أمريكي، ولد في 13 فبراير 1893 في أوغستا في الولايات المتحدة، وتوفي في 7 أبريل 1981.